# Daniëlle Schothorst
Daniëlle Schothorst (Soest, 8 januari 1971) is een Nederlands kinderboekenschrijfster en illustratrice.

## Biografie

### Jeugd en opleiding
Schothorst werd geboren in Soest. Ze verhuisde vlak daarna met haar ouders naar Schoorl. Na haar middelbare school ging ze naar de Kunstacademie in Kampen waar ze in 1994 afstudeerde. Hierna volgde zij nog tekenlessen bij Annemie Heymans.

### Loopbaan
Schothorst schrijft en tekent voornamelijk kinderboeken. Hiernaast maakt zij ook geboortekaartjes en beeldjes. Ook maakt ze illustraties voor de kinderserie Sesamstraat. In 2005 schreef zij het Arubaanse Kinderboekenweekgeschenk Hopus. Tevens gaf ze tekenlessen aan scholen in Aruba. Momenteel werkt ze voor de uitgeverijen Zwijsen en Kluitman.

### Privé
Schothorst is getrouwd en heeft drie kinderen. Ze woont in Steenwijk.